# Den forklædte Barnepige
Den forklædte Barnepige er en dansk stumfilm fra 1911. Filmen er en dramafilm med karakteren Sherlock Holmes i hovedrollen. 
Filmen er produceret af Nordisk Films Kompagni. Instruktøren er ukendt.
Filmen havde dansk premiere den 2. januar 1911 i Løvebiografen. 

## Handling
Den velhavende købmand Mr Green ansætter en guvernante til at passe sin lille pige. Guvernanten er imidlertid en mand forklædt som dame, og er medlem af forbryderbanden "Den sorte hånd", der vil forsøge at berøve Mr Green. Guvernanten efterlader et brev til Mr Green, hvori forlanges 30.000 kroner, hvis ikke den lille pige skal bortføres. 
Mr Green kontakter Sherlock Holmes for at få hjælp. Holmes undersøger sagen, og det lykkes ham at afsløre forbryderne.

## Medvirkende
- Otto Lagoni som Sherlock Holmes
- Paul Welander som Mr Green